# Polyvinylacetale

Polyvinylacetale  bilden eine Gruppe von Kunststoffen deren wichtigste Vertreter Polyvinylformal (PVFO), Polyvinylacetaldehyd und Polyvinylbutyral (PVB) sind. Sie zählen zu den Thermoplasten.

## Herstellung
Polyvinylacetale werden aus Polyvinylalkohol durch Acetalisierung mit einem Aldehyd unter Wasserabspaltung hergestellt, wobei der Acetalisierungsgrad variieren kann. Im unten abgebildeten Polymerausschnitt liegt der Acetalisierungsgrad bei 75 % (75 % der Hydroxygruppen des Polyvinylalkohols sind zu Acetalgruppen umgesetzt, 25 % sind übrig geblieben):
Dabei nimmt mit zunehmendem Acetalisierungsgrad die Zugfestigkeit (N·mm−2) zu. In geringem Umfang kann die Acetalbildung auch zwischen zwei Polyvinylalkohol-Ketten erfolgen, so dass Vernetzung auftritt.

## Verwendung
PVFO wird für Drahtisolierung und Lack für Benzinkanister benutzt. PVB wird unter anderem als Zwischenschicht zwischen den Glasscheiben von Windschutzscheiben eingesetzt, da es sich durch eine splitterbindende Wirkung und hohe Reißfestigkeit auszeichnet. Weiterhin werden PVB-Harze als Bestandteile von Metallfolienlacken und Einbrennlacken eingesetzt.